# Calvi Risorta
Calvi Risorta község (comune) Olaszország Campania régiójában, Caserta megyében.

## Fekvése
A megye központi részén fekszik, Nápolytól 40 km-re északnyugatra valamint Caserta városától 25 km-re északnyugati irányban, a Volturno folyó bal partján. Határai: Francolise, Giano Vetusto, Pignataro Maggiore, Rocchetta e Croce, Sparanise és Teano.

## Története
A település az ókori auruncus város, Cales helyén alakult ki, amelyet a rómaiak i. e. 355-ben foglaltak el. Az 5. században püspöki székhely let, majd a folyamatos szaracén betörések miatt elnéptelenedett. A mai település első említése a 11. századból származik. A következő századokban nemesi birtok volt. A 19. században nyerte el önállóságát, amikor a Nápolyi Királyságban felszámolták a feudalizmust.

## Népessége
A népesség számának alakulása:

## Főbb látnivalói
- katedrális
- San Casto Vecchio-templom